# Leucania abdominalis
Leucania abdominalis là một loài bướm đêm trong họ Noctuidae.